# Internationale Paulusgesellschaft
Die Internationale Paulusgesellschaft (IPG) wurde im Jahre 1955 als Verein zur Begegnung von Christentum, Religionen, Wissenschaft und Gesellschaft gegründet um den Dialog zwischen Christlichen Theologen und Marxisten und den Dialog zwischen ersteren und den Wissenschaftlern zu fördern. Die Bezeichnung Paulusgesellschaft geht auf einen Satz von dem Apostel Paulus zurück Zur Freiheit hat euch Christus befreit (Gal 5,1).

## Aktivitäten und Wirkung
Seit dem Jahre 2001 gibt die IPG eine Publikationsreihe Schriften der Internationalen Paulusgesellschaft heraus. Ferner vergibt die IPG seit 2003 alle zwei Jahre einen Kulturpreis für Arbeiten oder an Organisationen, die die Begegnung von Religionen fördern und zum Fortschritt der christlichen Theologie beitragen.

## Mitglieder
Bekannte Mitglieder der IPG waren
- Erich Kellner, Theologe (Gründer)
- Johann Baptist Metz, Theologe
- Karl Rahner, Theologe
- Hans Schaefer, Mediziner

bzw. sind
- Gotthold Hasenhüttl, Theologe (Vorsitzender seit 1989)

## Publikationen
Publikationen der IPG zum Austausch zwischen Theologen und Kommunisten bzw. Wissenschaftler und Theologen sind:
- Roger Garaudy, J. B. Metz, Karl Rahner: Der Dialog oder ändert sich das Verhältnis zwischen Katholizismus und Marxismus. Reinbek 1966 (rororo 944).
- Marxistische und christliche Theologen. Erstdruck in: Marxistische und christliche Theologen. Stichwortprotokoll vom Gespräch der Paulusgesellschaft am Herrenchiemsee. In: Neues Forum, Jg. 13 (1966), S. 329–332.
- Christentum als Religion der absoluten Zukunft. In: Christliche und marxistische Zukunft. München 1965 (= Dokumente der Paulus-Gesellschaft, Band 14: Gespräche um Glauben und Wissen), S. 243–257, und in Erich Kellner (Hrsg.): Christentum und Marxismus – heute. Wien 1966 (Gespräche der Paulus-Gesellschaft 2), S. 202–213.
- Ein Gespräch um Wissenschaft und Theologie. Erstdruck in: Der Mensch zwischen Glauben und Wissen. Ein Gespräch um Wissenschaft und Theologie. München 1962 (Dokumente der Paulus-Gesellschaft 2: Gespräche um Glauben und Wissen), S. 32–35.
- Der Mensch. Geist und Materie. München 1965 (Dokumente der Paulus-Gesellschaft 12: Gespräche um Glauben und Wissen), S. 54–67.